# I’ve Got So Much to Give
| Оценки критиков | Оценки критиков |
| Источник        | Оценка          |
| --------------- | --------------- |
| AllMusic        | [ 1 ]           |

I’ve Got So Much to Give — дебютный студийный альбом американского исполнителя Барри Уайта, выпущенный 27 марта 1973 года на лейбле 20th Century Fox Records.

## Список композиций
Слова и музыка всех песен — Барри Уайт, за исключением отмеченных.
| №  | Название                          | Автор(ы)                                  | Длительность |
| -- | --------------------------------- | ----------------------------------------- | ------------ |
| 1. | «Standing in the Shadows of Love» | Брайан Холланд, Ламон Дозье, Эдди Холланд | 8:00         |
| 2. | «Bring Back My Yesterday»         | Барри Уайт, Роберт Рельф                  | 6:40         |

| №  | Название                                     | Длительность |
| -- | -------------------------------------------- | ------------ |
| 3. | «I’ve Found Someone»                         | 5:55         |
| 4. | «I’ve Got So Much to Give»                   | 8:11         |
| 5. | «I’m Gonna Love You Just a Little More Baby» | 7:20         |

## Чарты
| Чарт (1973)                            | Высшая позиция |
| -------------------------------------- | -------------- |
| Австралия (Kent Music Report)          | 39             |
| Канада (RPM Top Albums/CDs)            | 64             |
| США (Billboard 200)                    | 16             |
| США (Billboard Top R&B/Hip-Hop Albums) | 1              |

## Сертификации и продажи
| Регион | Сертификация | Продажи  |
| --- | ------------ | -------- |
| США (RIAA) | Золотой      | 500 000^ |
| * Данные о продажах приведены только на основе сертификации. ^ Данные о тиражах приведены только на основе сертификации. |              |          |